# Tom Blyth
Tom Blyth, född 2 februari 1995 i Birmingham, är en brittisk skådespelare.
Blyth har bland annat medverkat i filmerna Scott and Sid från 2018, The Hunger Games: The Ballad of Songbirds & Snakes från 2023. Han har även medverkat i TV-serien Billy the Kid från 2022.

## Filmografi (i urval)
- 2018: Scott and Sid
- 2022: Billy the Kid
- 2023: The Hunger Games: The Ballad of Songbirds & Snakes
- 2026 – Sommarmöten